# WTA Schanghai
Das WTA Schanghai (offiziell: Polo Open Shanghai) war ein Damen-Tennisturnier der WTA Tour, das von 2000 bis 2003 in der chinesischen Metropole Schanghai ausgetragen wurde. 
Nachfolger des Turniers ist die WTA-Veranstaltung in Peking.

## Siegerliste

### Einzel
| Jahr                    | Siegerin            | Finalgegnerin     | Ergebnis  |
| ----------------------- | ------------------- | ----------------- | --------- |
| ↓ Kategorie: Tier IVa ↓ |                     |                   |           |
| 2000                    | Meghann Shaughnessy | Iroda Toʻlaganova | 7:62, 7:5 |
| ↓ Kategorie: Tier IV ↓  |                     |                   |           |
| 2001                    | Monica Seles        | Nicole Pratt      | 6:2, 6:3  |
| 2002                    | Anna Smaschnowa     | Anna Kurnikowa    | 6:2, 6:3  |
| ↓ Kategorie: Tier II ↓  |                     |                   |           |
| 2003                    | Jelena Dementjewa   | Chanda Rubin      | 6:3, 7:66 |

### Doppel
| Jahr                    | Siegerinnen                        | Finalgegnerinnen                     | Ergebnis |
| ----------------------- | ---------------------------------- | ------------------------------------ | -------- |
| ↓ Kategorie: Tier IVa ↓ |                                    |                                      |          |
| 2000                    | Lilia Osterloh Tamarine Tanasugarn | Rita Grande Meghann Shaughnessy      | 7:5, 6:1 |
| ↓ Kategorie: Tier IV ↓  |                                    |                                      |          |
| 2001                    | Liezel Huber Lenka Němečková       | Evie Dominikovic Tamarine Tanasugarn | 6:0, 7:5 |
| 2002                    | Anna Kurnikowa Janet Lee           | Rika Fujiwara Ai Sugiyama            | 7:5, 6:3 |
| ↓ Kategorie: Tier II ↓  |                                    |                                      |          |
| 2003                    | Émilie Loit Nicole Pratt           | Ai Sugiyama Tamarine Tanasugarn      | 6:3, 6:3 |